# 菱木政晴
菱木 政晴（ひしき まさはる、1950年 - ） は、日本の宗教学者。同朋大学大学院特別任用教授、真宗大谷派僧侶。

## 来歴
石川県金沢市生まれ。洛南高等学校、京都大学文学部宗教学専攻卒業。同大学院博士課程単位取得退学。
靖国アジア訴訟原告団、小泉靖国参拝訴訟原告団などの日本政府への訴訟活動に関与している。念仏者九条の会呼びかけ人。ホワイトヘッド哲学の研究も行っている。

## 著書
- 『浄土真宗の戦争責任』（岩波ブックレット、1993.7）
- 『解放の宗教へ』（緑風出版、1998.12）
- 『非戦と仏教　「批判原理としての浄土」からの問い』（白澤社・現代書館、2005.1）
- 『市民的自由の危機と宗教 改憲・靖国神社・政教分離』（白澤社、2007.2）
- 『ただ念仏して 親鸞・法然からの励まし』（白澤社、2009.2）
- 『全編解説　浄土論註社会環境による苦悩解決への道』法藏館 2025年3月　ISBN　	9784831888006

### 共著
- 『殉教と殉国と信仰と 死者をたたえるのは誰のためか』（高橋哲哉、森一弘との共著、白澤社、2010.6）

### 翻訳
- 『観念の冒険』（山本誠作との共訳、松籟社、1982.4、ホワイトヘッド著作集 第12巻）

### 論文
- CiNii>菱木政晴
- INBUDS>菱木政晴